# Robert Gerwig

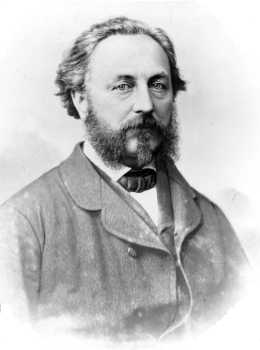
Robert Gerwig

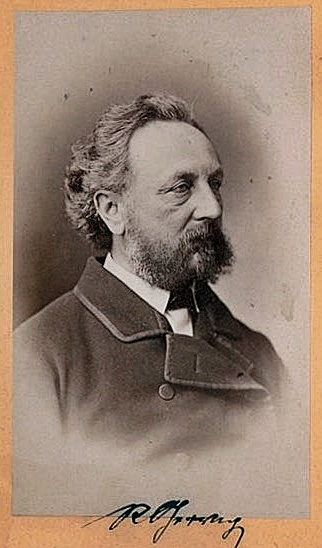
Altersfoto mit Unterschrift

Robert Gerwig (* 2. Mai 1820 in Karlsruhe; † 6. Dezember 1885 ebenda) war ein deutscher Bauingenieur und nationalliberaler Politiker in Baden.

## Leben

### Herkunft und Ausbildung
Der Beamtensohn Robert Gerwig wuchs in Karlsruhe auf und besuchte bis 1834 das Lyzeum.
Das Ingenieursexamen legte er 1841 an der Großherzoglichen Polytechnischen Schule, der späteren Technischen Universität, seiner Heimatstadt Karlsruhe ab.

### Berufstätigkeit
Nach dem Abschluss trat er in den Dienst der Oberdirektion für Wasser- und Straßenbau ein und war sein ganzes Berufsleben lang mit dem Bau von Eisenbahnen und Straßen befasst.
1850 berief ihn das badische Innenministerium zum provisorischen Direktor der neuen Uhrmacherschule Furtwangen. Sie war gegründet worden, um das Not leidende Uhrmacherhandwerk des Schwarzwaldes zu fördern. In dieser Position rief er die „vaterländischen Künstler“ auf, ein neues Uhrengehäuse zu entwerfen, woraus die „Bahnhäusleform“ als Inbegriff der Schwarzwälder Kuckucksuhr hervorging. Gerwig verließ seinen Posten in Furtwangen 1857 auf eigenen Wunsch.

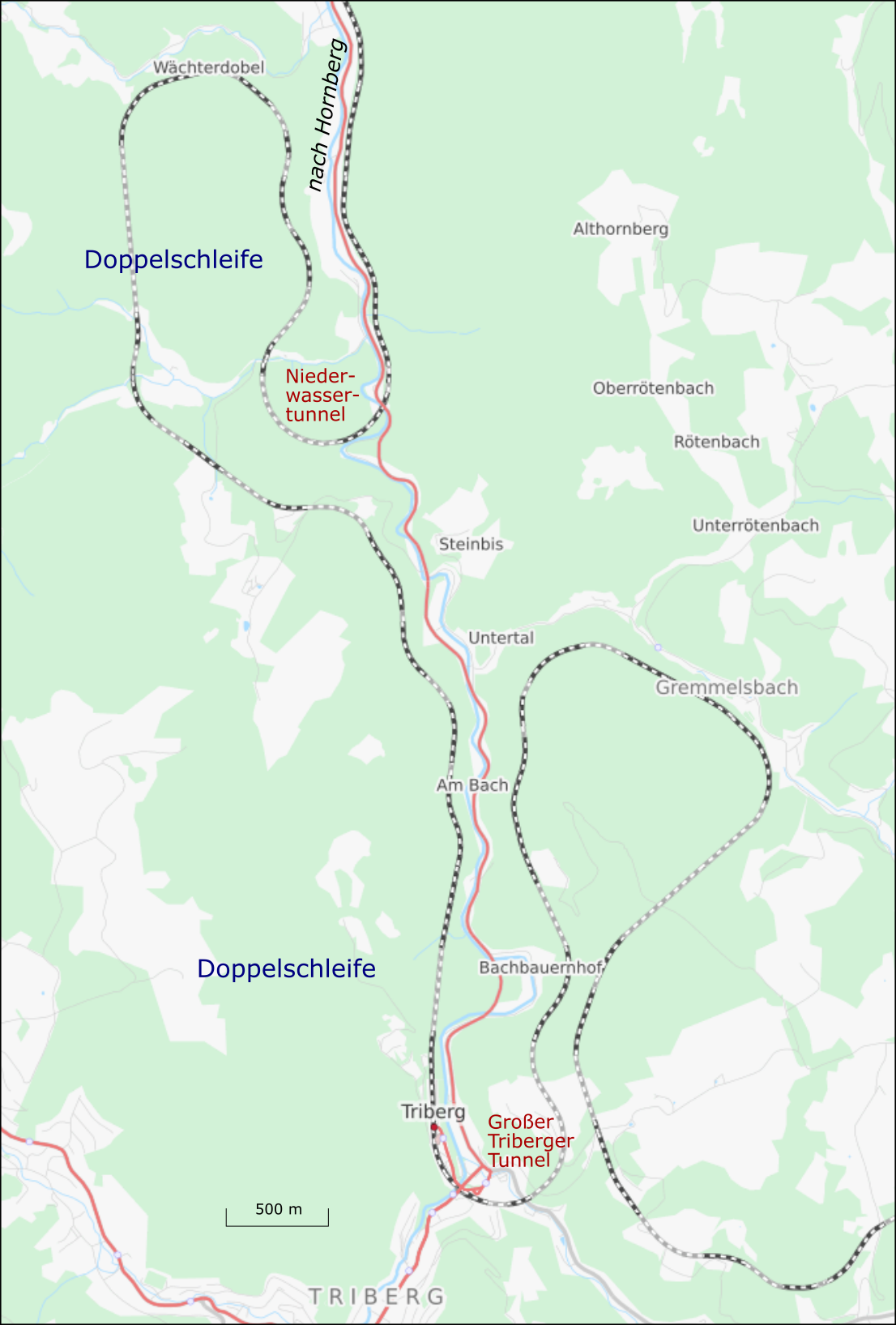
Von Gerwig entworfene künstliche Längenentwicklung der Schwarzwaldbahn bei Triberg

Auch als Direktor in Furtwangen blieb Gerwig für die Oberdirektion tätig und entwarf u. a. die Albtalstraße (L 154) von Albbruck nach St. Blasien (ab 1853), die Verbindung Obersimonswald–Furtwangen (1855–1857) und den Reichenaudamm (1856–1858). 1859 plante er die Bahnbrücke über den Rhein zwischen Waldshut und Koblenz im Aargau, von 1860 bis 1863 die Fortsetzung der Hochrheinbahn von Waldshut nach Konstanz. Zugleich entstand von 1859 bis 1863 unter seiner Leitung die Straße von Vöhrenbach über die Friedrichshöhe nach Villingen.
Des Weiteren wurde zwischen 1867 und 1869 unter Gerwigs Oberaufsicht die Murgtalstrasse mit vier Felstunnels angelegt, die die Gemeinden Murg und Hottingen verbindet und bis 1913 mit Postkutschen und danach mit der Kraftpost befahren wurde.
Als sein Hauptwerk gelten Planung und Bau der Schwarzwaldbahn Offenburg–Singen von 1863 bis 1873. Zur Überwindung der Steigung des Gutachtals legte Gerwig zwischen Hornberg und Triberg zwei Doppelschleifen an, bei denen erstmals Kehrtunnel zum Einsatz kamen.
Von 1872 bis 1875 ließ er sich beurlauben, um als leitender Ingenieur beim Bau der Nordrampe der Gotthardbahn mitwirken zu können. Dort wurden bei Wassen nach seinen Plänen ein Kreiskehrtunnel und eine Doppelschleife angelegt.
1875 kehrte er als Vorstand der technischen Abteilung der Generaldirektion der Staatseisenbahnen in den badischen Staatsdienst zurück. Sein letztes Projekt war die Höllentalbahn von 1884 bis 1887, deren Vollendung er nicht mehr erlebte.

### Politische Tätigkeit
Gerwig war fast dreißig Jahre lang auch politisch engagiert. Zwischen 1855 und 1878 saß er mit mehrjährigen Unterbrechungen als nationalliberaler Abgeordneter für die Wahlkreise Wolfach-Furtwangen sowie Pforzheim in der Zweiten Kammer des badischen Landtages.
In einer Ersatzwahl Ende 1875 und erneut 1877, 1878 und 1881 wurde er im Wahlkreis Donaueschingen-Villingen in den Reichstag gewählt. Dort trat er als Fachmann für Infrastrukturfragen, zum Beispiel die Rheinkorrektion und vor allem den Bahnbetrieb, hervor und befürwortete Schutzzölle für die Uhrenindustrie. Als Mitglied der Baukommission setzte er sich dafür ein, dass der Entwurf Paul Wallots für das neue Reichstagsgebäude ab 1884 verwirklicht wurde. Bei den Wahlen vom Herbst 1884 verzichtete Gerwig auf eine erneute Kandidatur.

### Privates, Tod
Im Juli 1846 heiratete er Lina Beger (1827–1895), die Tochter des Großherzoglich badischen Domänendirektors Beger. Den dreiwöchigen Hochzeitsurlaub verbrachte das Paar in Baden-Baden.
Robert Gerwig starb am 6. Dezember 1885 in Karlsruhe durch einen Gehirnschlag. Sein Grab befindet sich dort auf dem Ehrenhof des Hauptfriedhofes (Gruft Nr. 86).

## Werk

### Uhrmacherschule, Uhrenmuseum

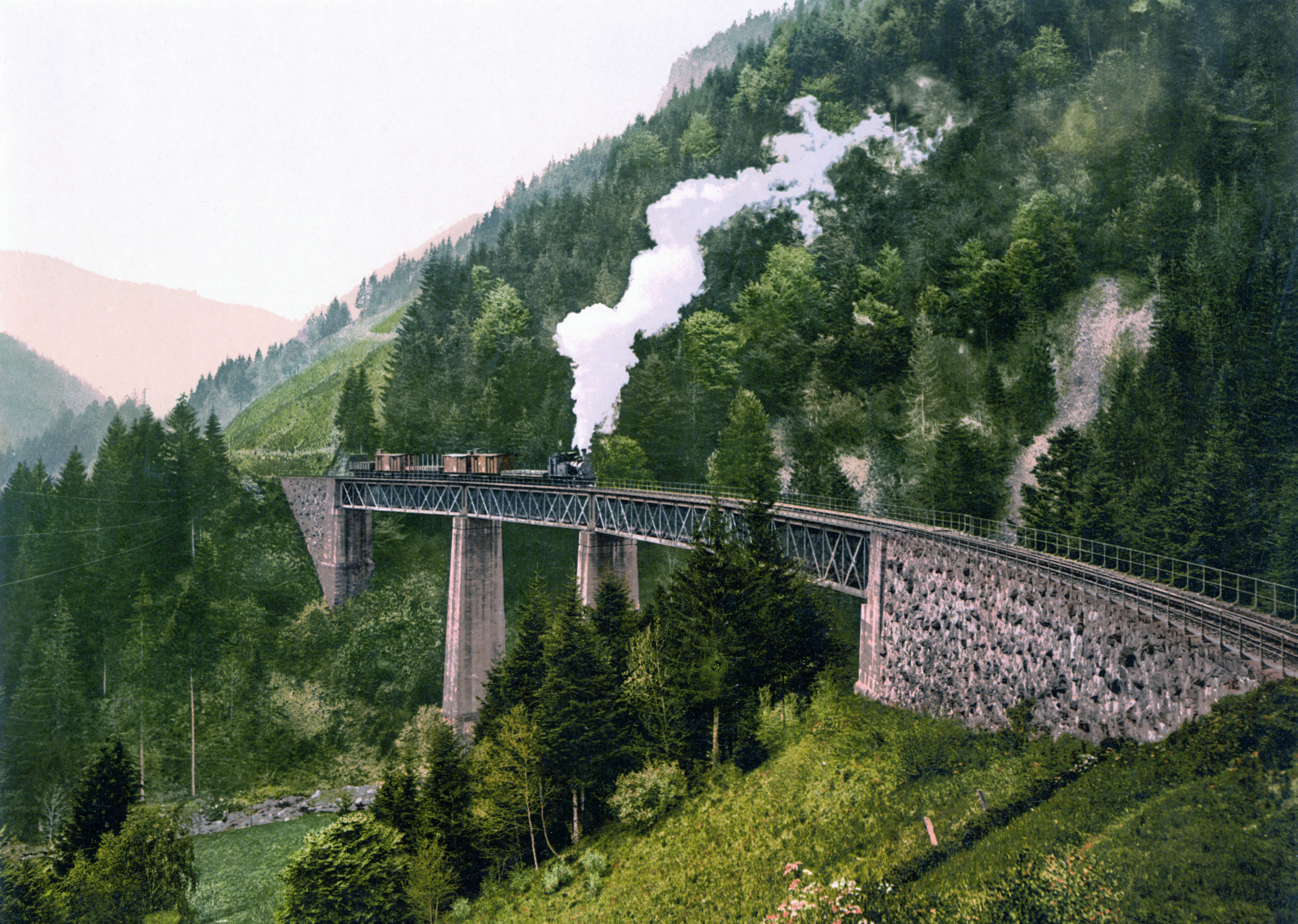
Viadukt über die Ravennaschlucht um 1900

Gerwig verhalf als Direktor der Uhrmacherschule Furtwangen der Schwarzwälder „Bahnhäusleuhr“ zum Durchbruch.
Er legte mit einer Uhrensammlung ab 1852 den Grundstock für das Deutsche Uhrenmuseum in Furtwangen.

### Straßen und Bahnlinien, Planung und Bau
- Rheinbrücke Waldshut–Koblenz (1858–1859)
- Hochrheinbahn Waldshut-Konstanz (1860–1863)
- Schwarzwaldbahn (1863–1873)
- Friedrichstollen in Baden-Baden (1868–1871)
- Gotthardbahn und Gotthardtunnel in der Schweiz, Planung und Bau bis 1875, dann abgelöst
- Höllentalbahn mit Ravennabrücke (ab 1882, nicht zu seinen Lebzeiten fertiggestellt)

### Veröffentlichungen und Gutachten
- Die Rheinbrücke zu Konstanz in „Sammlung eiserner Brückenconstruktionen“; Stuttgart 1874
- Uebersichtskarte des Schwarzwald-Ueberganges der Eisenbahn von Offenburg - Constanz, Hornberg, Triberg, St. Georgen, herausgegeben von R. Gerwig, Verlag J. Otto in Triberg 1873 / 1875 (II. Auflage)
- Gewerbeblatt für den Schwarzwald; Furtwangen 1852 bis 1854
- Jahres-Bericht der Großherzoglichen Badischen Uhrenmacherschule zu Furtwangen; Furtwangen 1852 bis 1857
- Denkschrift Die Anlage einer Neuen Wasserleitung für die Residenzstadt Karlsruhe; Karlsruhe 1858
- Einiges über Entstehung und Entwicklung der Uhrenfabrikation auf dem Schwarzwald in „Badisches Centralblatt für Staats- und Gemeindeinteressen“; Karlsruhe 1855
- Veröffentlichungen des naturwissenschaftlichen Vereins Karlsruhe
  - „Über das Grundwasser“; 1864
  - „Das Grundwasser in Karlsruhe“; 1869
  - „Ausdehnung der Gletscher über badisches Gebiet“; 1871
  - „Das Erratische in der badischen Bodenseegegend“; 1871
- Der Bergrutsch im Krottenbachthale; Karlsruhe 1880
- Denkschrift Die Abflußverhältnisse des Bodensees von Konstanz bis Stein; Karlsruhe 1862
- Gutachten Die Wasserversorgung der Gemeinde Radolfzell; 1865
- Gutachten Projet d’un chemin de fer par le Saint Gotthard; Winterthur 1864
- Gutachten über die Korrektion der Juragewässer; Bern 1857
- Begutachtung der Frage über die Situierung und Einrichtung eines Rangier- und Güterbahnhofs in Basel vom technischen und kommerziellen Standpunkt aus; Zürich 1873
- Gutachten zur Frage des Neubaues des Bahnhofs Solothurn; Zürich 1874
- Entgegnung zu Angriffen wegen der Gotthardbahn-Geschäftsführung in „Journal des Geneve“; Genf 1875

## Ehrungen

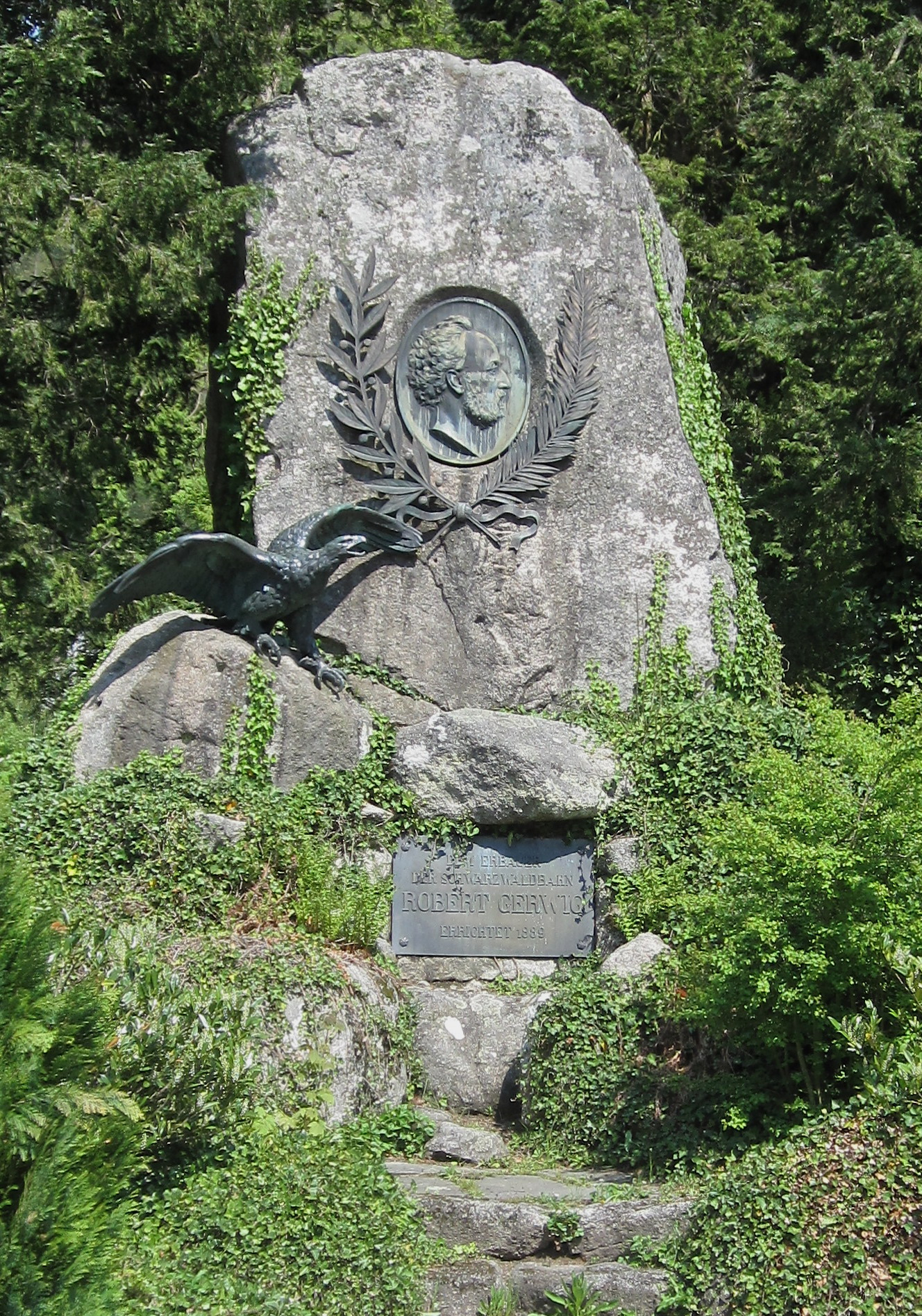
Gedenkstein in Triberg im Schwarzwald

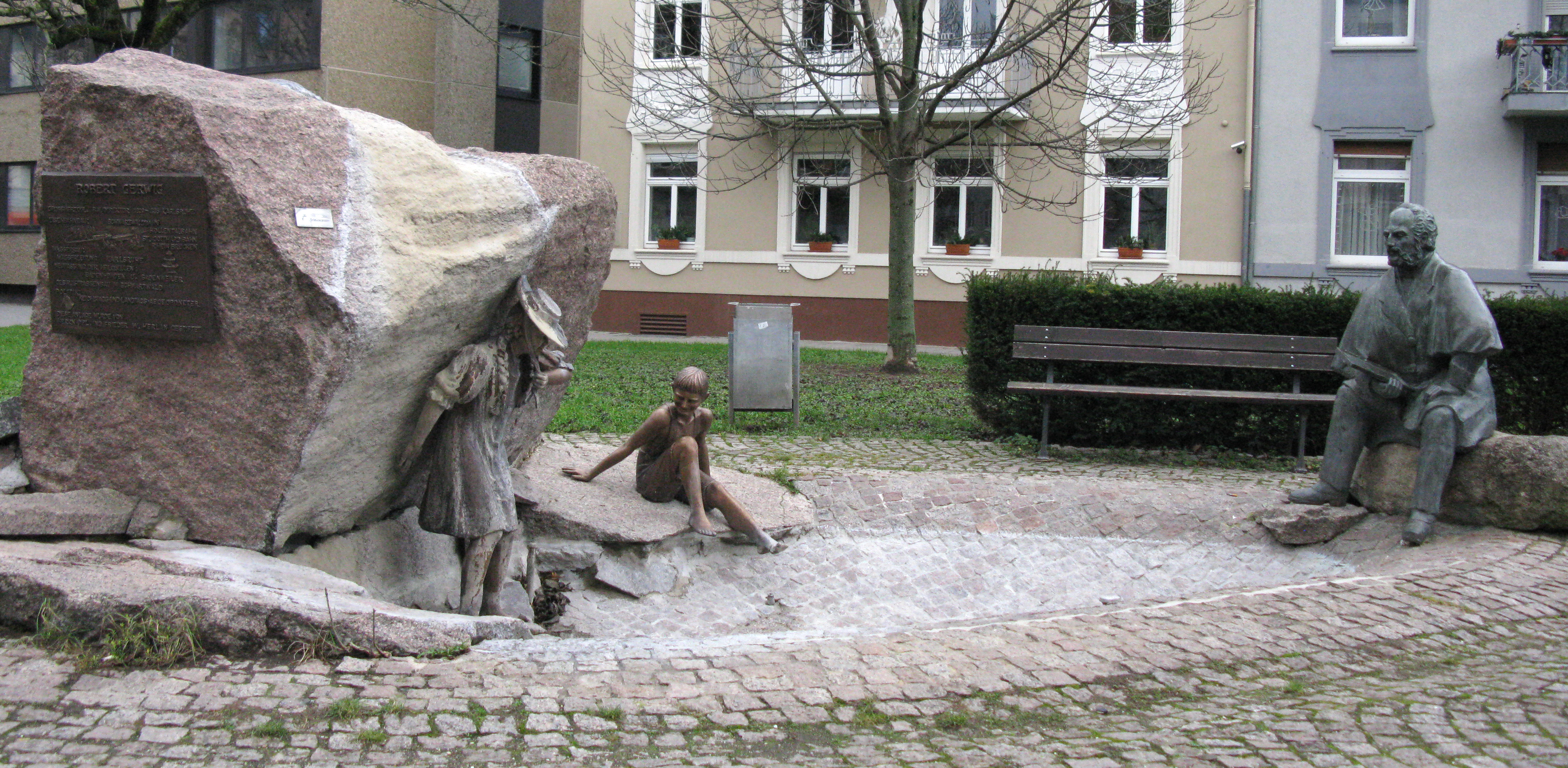
Gerwigbrunnen in der Karlsruher Gerwigstraße

1859 wurde ihm das Ritterkreuz 1. Klasse des Zähringer-Löwenordens verliehen, 1872 folgte dessen Kommandeurkreuz. Daneben zierten sechs Orden anderer Staaten seine Brust. Gerwig wurde 1880 zum außerordentlichen Mitglied der Königlich Preußischen Akademie des Bauwesens in Berlin ernannt.
In Triberg im Schwarzwald wurde ihm von Freunden und Kollegen ein Denkmal gestiftet, das im Herbst 1889 enthüllt wurde. Ein knappes Jahrhundert später, 1987, wurde ihm vom Acherner Bildhauer Walter Gerteis (1921–1999) mit dem Karlsruher Gerwigbrunnen ein weiteres Denkmal gesetzt.
Robert Gerwig wurde Ehrenbürger der Stadt Radolfzell am Bodensee. Der Gerwig-Platz vor dem Freiburger Wiehre-Bahnhof wurde nach ihm benannt, ebenso der Robert-Gerwig-Platz in Furtwangen, an dem sich das von ihm gegründete Uhrenmuseum befindet. Ebenfalls in Furtwangen wurden die beruflichen Schulen, welche aus seiner Uhrmacherschule hervorgingen, als Robert-Gerwig-Schule benannt. Auch die Kaufmännischen Schulen in Singen (Hohentwiel), das Gymnasium in Hausach und die Grund- und Werkrealschule in St. Georgen im Schwarzwald tragen seinen Namen.
In seiner Geburtsstadt Karlsruhe sowie in Furtwangen, Villingen-Schwenningen, Waldshut-Tiengen, Kirchzarten, Konstanz, Singen, Radolfzell, Schönwald im Schwarzwald, Gottmadingen, Engen, Löffingen, Geisingen, Triberg im Schwarzwald, St. Georgen im Schwarzwald, Pforzheim und Donaueschingen wurden Straßen nach ihm benannt.
In den Jahren 2009 und 2010 wurde in Triberg Gerwig – das Musical der Schwarzwaldbahn aufgeführt. Die Urheber von Musik und Text sind der Journalist Peter Bruker und der Musiker und Pädagoge Rolf Langenbach.

## Trivia
Im Computerspiel „Railroad Tycoon II“ ist er einer der Charaktere, die vom Spieler ausgewählt werden können.